# Maria Isabella von Österreich-Toskana
Maria Isabella Annunziata Giovanna Giuseppa Umilta Appolonia Philomena Virginia Gabriela (* 21. Mai 1834 in Florenz; † 14. Juli 1901 in Bürgenstock bei Luzern) war eine geborene Erzherzogin von Österreich und Prinzessin von Toskana. Durch Heirat war sie Gräfin von Trapani.

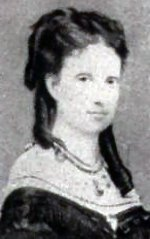
Maria Isabella von Österreich

## Leben
Maria Isabella war die älteste Tochter von Großherzog Leopold II. der Toskana, Erzherzog von Österreich, und seiner zweiten Gemahlin Maria Antonia di Borbone, Prinzessin von Bourbon und Neapel-Sizilien.
Sie ehelichte am 10. April 1850 in Florenz Franz von Paola von Neapel-Sizilien (1827–1892), Graf von Trapani, Sohn von König Franz I. beider Sizilien und Maria Isabel de Borbón, Infantin von Spanien.

## Nachkommen
- Maria Antonia (* 16. März 1851; † 12. September 1938), ⚭ 1868 Prinz Alfons Maria von Neapel-Sizilien (1841–1934)
- Leopold (* 24. September 1853; † 4. September 1870)
- Teresa Pia (* 7. Jänner 1855; † 1. September 1856)
- Carolina (* 21. Februar 1856; † 7. April 1941), ⚭ 1885 Graf Andrzej Przemysław Zamoyski (1852–1927)
- Ferdinand (* 25. Mai 1857; † 22. Juli 1859)
- Annunziata (* 21. September 1858; † 20. März 1873)